# Les Fonts (Alcalà de Xivert)

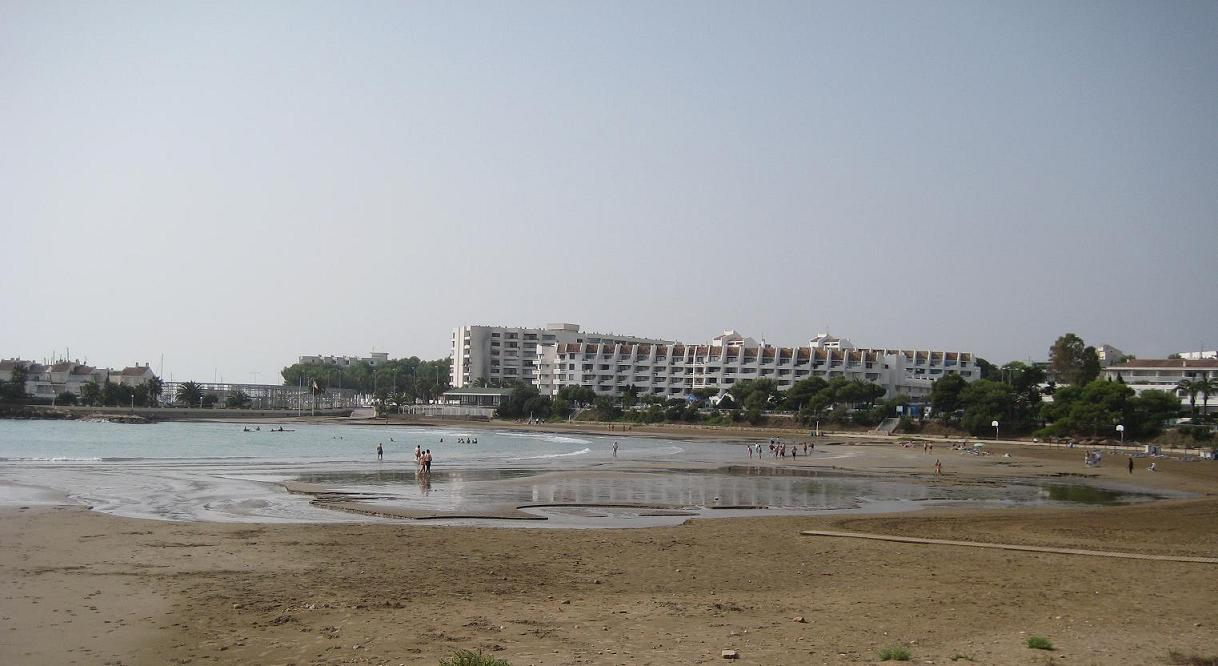
Platja de les Fonts

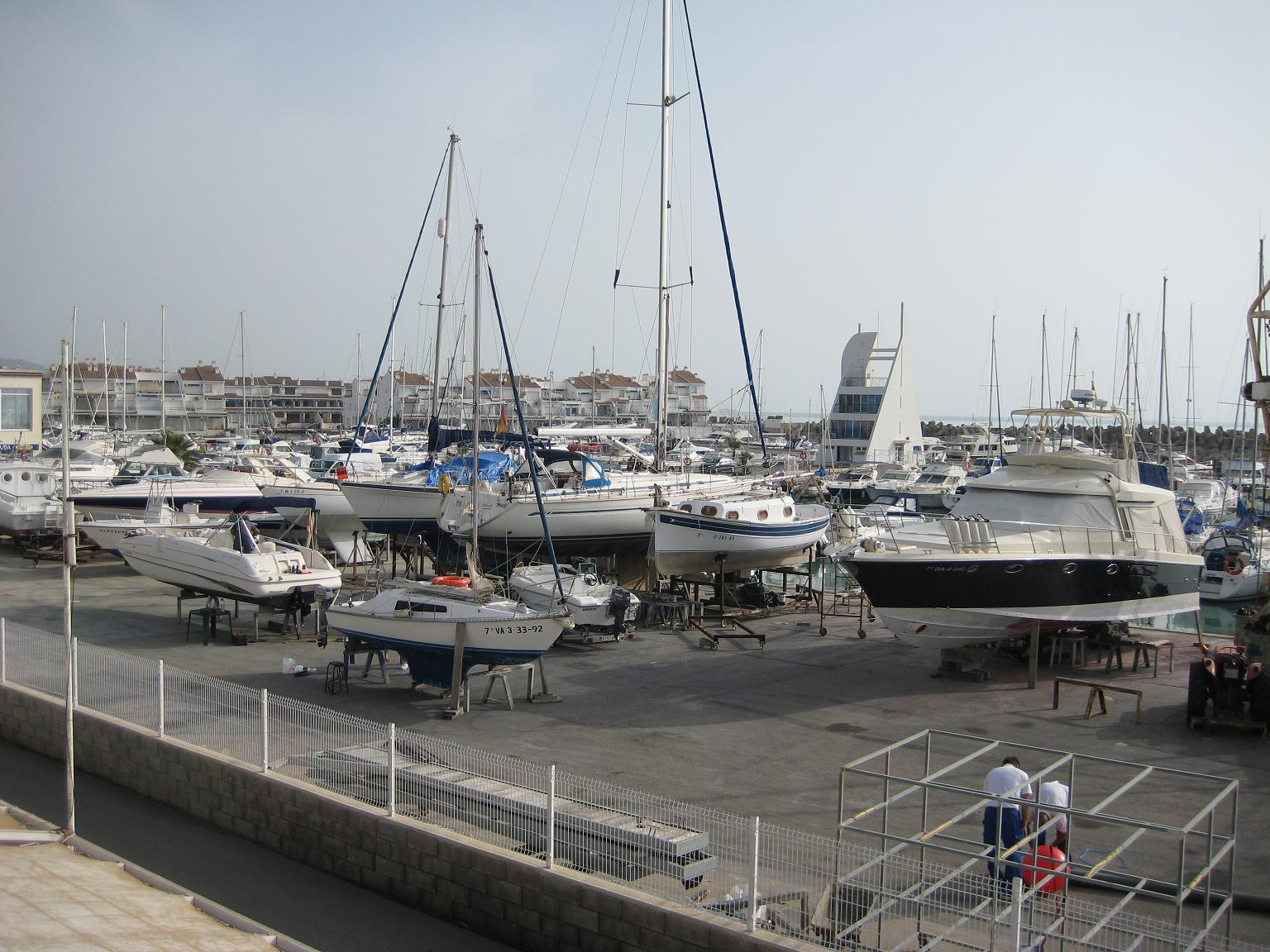
Port esportiu de les Fonts

Les Fonts és un nucli poblacional costaner situat dins del terme municipal d'Alcalà de Xivert (Baix Maestrat, País Valencià).
S'ha anat formant a partir d'una urbanització desenvolupada en la dècada dels seixanta al voltant d'una platja artificial caracteritzada per les nombroses surgències d'aigua dolça, les quals han batejat la platja i la urbanització. Altres urbanitzacions actualment envolten el conjunt, que des del 1985 es completa amb un port esportiu i un poblat mariner guanyat al mar.